# Otcův soud
Otcův soud je veristická opera („lyrické drama“) o jednom dějství českého skladatele Josefa Alexandra Jelínka na libreto Jaromíra Hatláka. Premiéru měla 10. února 1897 v Národním divadle v Brně.

## Vznik a historie
Josef Alexander Jelínek (1863–1924) byl od roku 1885 členem divadelní společnosti Pavla Švandy ze Semčic jako operní režisér a příležitostný dirigent, ale hlavně jako zpěvák-tenorista. Od konce 80. let 19. století rovněž komponoval pro divadlo, především operety, s kolísavým ohlasem u obecenstva a jasným neúspěchem u kritiky, která mu vyčítala epigonství. Roku 1894 nabídl Národnímu divadlu v Brně operu Enoch Arden, to ji však nepřijalo. Lépe se mu vedlo roku 1897 s jednoaktovou operou Otcův soud, jež byla komponována v duchu tehdy velmi populárního verismu. Jelínek, tehdy první tenor v Brně, uvedl Otcův soud jako svou benefici a sám hrál tenorovou roli psance. Národní listy citovaly v den premiéry zprávu divadla chválící toto dílo s poznámkou „Na partituře nejnovější jeho [=Jelínkovy] práce chválí se obratná instrumentace ve stylu moderním“.
Pochvalná recenze v brněnských Lidových novinách po premiéře hovořila o rozhodném úspěchu: „Viděli jsme, že jest pan Jelínek hudebně vzdělaným zpěvákem, že má nevšední divadelní routinu, že jest jednou z nejcennějších sil našeho operního personálu, avšak mile překvapeni jsme byli zprávou a včerejší svojí zkušeností, že jest taky dovedným skladatelem, dbajícím pěkných melodií na jevišti a výborně instrumentujícím v orchestru. Vzácné to vlastnosti. Jest pravda, že moderní vlašská škola velký má vliv na jeho tvoření, avšak co platno všecko vzpírání se tomu, když jak z orchestru, tak s jeviště slyšíme zvuky, jež nám mluví přímo k srdci, jež jsou nám milé i příjemné zároveň.“ Recenzent se zastává i násilné scény zabití dítěte na konci opery a chválí různé pasáže: „Jak pravíme, číslo za číslem jímá zájem a svádí k bouřné pochvale, kdyby stále proudící se hudba jako čistý, křišťálový potok lučinami popřála vám chvíli oddech a poskytovala jiné příležitosti než k němému obdivu“. Časopis Dalibor byl ve svém hodnocení mnohem střízlivější: „Chceme-li spravedlivě práci tuto charakterisovati, můžeme říci, že je výsledkem velmi vyvinutého pozorovacího talentu a pracovaná po technické stránce s dovedností, které by si mnohý hudební skladatel přáti mohl.“ Nejen libreto, ale i hudbu shledává „příliš po Mascagnim et cons. napodobenou, nejen ve zpěvné části, ale i v orkestru, i co do motivův i co do zabarvení celku.“ S odstupem měl brněnský hudební kritik Karel Sázavský za to, že neměla být uvedena: „byla strašným veristickým kusem s bezcennou hudbou“.
Přes „nadšenou dlouho neutuchající pochvalu“ obecenstva při premiéře se Otcův soud dočkal jen jediné reprízy a zůstal Jelínkovou poslední hudebně-dramatickou prací. Roku 1900 musel kvůli hlasovým problémům opustit i sólistickou pěveckou dráhu.
Stejnou látku jako Jelínek zhudebnil o deset let později ruský skladatel César Antonovič Kjui; jeho opera Mateo Falcone měla premiéru 14. prosince 1907 v moskevském Velkém divadle.

## Osoby a první obsazení
| osoba                         | hlasový obor | premiéra (10. února 1897) |
| ----------------------------- | ------------ | ------------------------- |
| Mateo Falcone, korsický zeman | baryton      | Václav Vodička            |
| Fortunato, jeho 15letý syn    | soprán       | Jitka Rudolfová-Kunzová   |
| Sampiero, psanec              | tenor        | Josef Alexander Jelínek   |
| Gamba, kapitán voltyžérů      | baryton      | Emil Burian               |
| Beppina                       | alt          | Anna Maxantová            |
| Dirigent:                     | Dirigent:    | Bohumil Tomáš             |
| Režie:                        | Režie:       | Václav Vodička            |

## Děj opery
Mateo Falcone, bohatý a hrdý zeman na Korsice, odchází se svojí manželkou, aby porozhlédl se po stádech pasoucích se na blízkých návrších, a svěřuje dohled nad statkem pýše své, jedinému synovi, asi 15letému Fortunatovi. Nedlouho poté, co rodiče odešli, slyší Fortunato výstřely a vidí, jak voltyžérové pronásledují Sampiera, psance, jenž vyšel z úkrytu svého v horách, by si koupil náboje. Raněný Sampiero přiběhne k Fortunatovi a prosí o úkryt. Toho se mu dostane ve stohu, když byl dal ziskuchtivému Fortunatovi peníz za to. V tom přiběhnou voltyžéři a kapitán jejich Gamba dovede darem (hodinkami) pohnouti chlapce, že mu prozradí úkryt Sampierův. Zrazený psanec jest ztracen a proklíná chlapce i otce jeho, jenž uslyšev střelné rány, vrací se domů. Voltyžérové odvedou Sampiera, a když Gamba prozradí otci, za jakou cenu syn jeho stal se zrádcem a vydal jemu utečence, zastřelí Mateo Falcone syna svého.